# Alcibíades Roldán
Alcibíades Roldán Álvarez (San Fernando, 1859-Santiago, 28 de junio de 1947) fue un abogado y político chileno. Fue elegido como diputado y designado como ministro de estado.

## Biografía
Nació de la unión entre José Epidacio Roldán y Mercedes Álvarez, realizó sus estudios en el Liceo de San Fernando, luego en el Instituto Nacional y completó su enseñanza en la Universidad de Chile, estudiando leyes y jurando como abogado en 1881.
Fue director de varias empresas y profesor de la Facultad de Derecho de la Universidad de Chile, dictando las cátedras de Derecho Constitucional, Positivo y Comparado, además de ejercer como profesor de Lectura y Caligrafía en un colegio secundario. Al momento de jubilar como docente, Roldán no cobró su jubilación debido a las reformas para cambiar el régimen universitario.

## Obra
En 1913 publicó un manual, titulado "Elementos de Derecho Constitucional de Chile", de 510 páginas, que tuvo una segunda edición en 1917 y una tercera en 1924.

## Vida política
Asumió la dirección del Diario Oficial en 1884. Fue elegido como diputado por Pisagua en 1888 y 1891.
Fue designado en dos ocasiones como ministro de Justicia e Instrucción Pública, la primera de ellas bajo el período de Juan Luis Sanfuentes, entre el 6 de septiembre y 25 de noviembre de 1918; y luego retomó la misma función bajo el gobierno de Arturo Alessandri entre el 2 de julio de 1923 y el 3 de enero de 1924. Otro ministerio que fue designado a su tutela fue el Ministerio del Interior bajo el régimen militar de 1924, entre el 2 de septiembre y 19 de diciembre de 1924.